# Fontaine de l'Acqua Acetosa
La fontaine de l'Acqua Acetosa est une fontaine de Rome, située dans le quartier Parioli. La fontaine est située plus bas que le niveau de la rue, et, par conséquent, est accessible par un escalier. En 2003, le Fonds Italien pour l'Environnement, à la suite d'un recensement populaire, l'a retenu comme le monument le plus apprécié par les Italiens.
Entre 2008 et 2009, elle a fait l’objet d’une importante restauration, qui comprenait également la création d’un petit parc clôturé, dans le but de redonner à la zone son cadre d’origine.

## Histoire

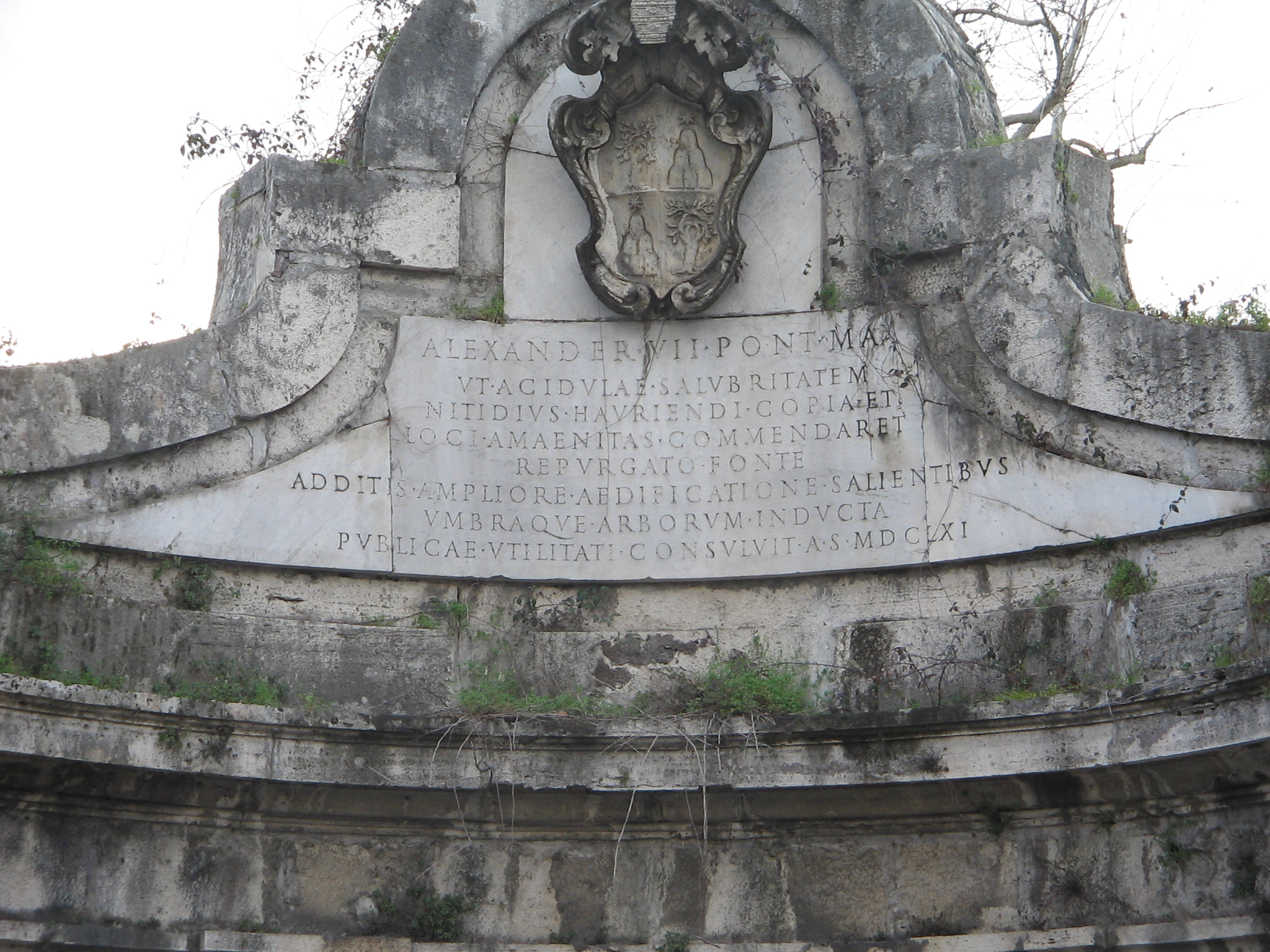
L'inscription du pape Alexandre VII.

« Questa acqua salubre è medicina dei reni, dello stomaco, della milza e dei cuore ed è utile per mille malattie »
Le nom vient de la source de l'eau riche en fer, qui est ici déversée; l'eau a été particulièrement appréciée par le pape Paul V, qui a commandé à l'architecte Giovanni Vasanzio une fontaine en 1619.  Au sommet, un tympan abrite les armoiries pontificales et une plaque.
La fontaine s'affiche avec un escalier qui mène vers le bas, où il y a une perspective avec une forme d'exèdre. Au fond, il y a trois niches, dans lesquelles les armoiries des Chigi, six montagnes, surmontées d'une étoile à huit branches, sont situées.
L'attribution à Gianlorenzo Bernini est probablement fausse. 
En 1712 , il y a eu une nouvelle restauration voulue par Clément XI, commémorée par une autre plaque, placée à la partie inférieure, au-dessus de la niche centrale. Il y avait eu en effet des manifestations à cause du faible débit de la fontaine, ce qui créait de longues files d'attente, et à cause de la qualité de l'eau qui s'était dégradée. Le pape a donc nommé une commission qui a permis de résoudre les problèmes posés par la population locale. 
En raison de la pollution des eaux souterraines, la fontaine a été fermée en 1959 et a rouvert plus tard par l'alimentation normale de l'eau potable de l'aqueduc. 